# Raymond Goethals
Raymond Goethals (7 d'octubre de 1921 - 6 de desembre de 2004) fou un futbolista i entrenador de futbol belga. Va formar part de l'equip belga a la Copa del Món de 1970 com a entrenador.